# Talsperre Lichtenberg
Die Talsperre Lichtenberg ist eine Talsperre im Freistaat Sachsen in der Nähe von Lichtenberg/Erzgebirge im Landkreis Mittelsachsen. Sie dient der Trinkwasserversorgung, dem Hochwasserschutz, der Niedrigwasseraufhöhung und der Stromerzeugung. Sie ist eine „große Talsperre“ nach ICOLD-Kriterien. 
Der Staudamm der Talsperre Lichtenberg ist ein gerader Steinschüttdamm mit bituminöser Außenhautdichtung. Die Talsperre wurde 1966 bis 1975 in der Nähe von Frauenstein im Erzgebirge erbaut (Inbetriebnahme 1975). An der Luftseite hat der Staudamm zwei Bermen. Im Stausee befindet sich ein Turm, der zur Entnahme des Wassers und als Hochwasserentlastung genutzt wird. Das gestaute Gewässer ist die Gimmlitz.
Von der Talsperre Rauschenbach führt eine Rohwasserleitung hier hin, und sie geht von hier aus weiter zur Talsperre Klingenberg.
Die Dammkrone ist öffentlich begehbar. Es gibt dort einige Ausstellungsstücke zu besichtigen. Baden und Freizeitsport im Stausee sind nicht möglich. Es gibt aber einen Rundwanderweg um den Stausee. Angeln ist nur dem Anglerverband Südsachsen gestattet.
Die Talsperre Lichtenberg hat eine Vorsperre (Dittersbach) und zwei Vorbecken (Dittersbach und Burkersdorf).